# Радж Сінґх II
Радж Сінґх II (гінді राज सिंह द्वितीय; 25 квітня 1743 —3 квітня 1761) — магарана князівства Мевар у 1754–1761 роках.

## Життєпис
Походив з династії Сесодія. Син Пратап Сінґха II. Народився 1743 року в Удайпурі. У січні 1754 року після раптової смерті батька посів трон. Через молодий вік регентом став його стрийко Арі Сінґх. Той встановив гарні відносини з могольським падишахом Ахмад-шахом Бахадуром, користуючись його слабкістю.
1759 року з початок вторгнень афганців під орудою Ахмед-шах Дуррані таємно закликав їх до Раджастану. У січні 1761 року під час битви при Паніпаті регент не надав допомоги маратхській армії, яка зазнала поразки. Водночас сам Радж Сінґх II намагався панувати самостійно, але раптово помер, можливо його було отруєно Арі Сінґхом, що перебрав владу в державі.